# John Clarke Slater
Pour l'acteur, voir John Slater (acteur).
Pour les articles homonymes, voir Slater.
John Clarke Slater, né le 22 décembre 1900 à Oak Park en Illinois et mort le 25 juillet 1976 à Sanibel en Floride, est un physicien et chimiste théoricien américain, qui a apporté des contributions majeures à la théorie de la structure électronique des atomes, molécules et solides.

## Biographie
John Slater fut étudiant de l'université de Rochester, où il obtint son bachelor of science en 1920. Il partit à Harvard afin d'obtenir un Ph.D. en physique, puis rejoignit pour poursuivre ses études l'université de Cambridge avant de revenir à Harvard. En 1924, il collabora avec Niels Bohr et Hendrik Kramers sur la théorie BKS (en) (pour Bohr-Kramers-Slater) qui servit d'impulsion à la formulation de la théorie quantique complète de Werner Heisenberg. Il fut professeur de physique au Massachusetts Institute of Technology de 1930 à 1966, recruté par le Président du MIT Karl Compton pour prendre la tête du département comme ultime tentative de refaire du MIT une université rajeunie et orientée vers la recherche. Il gagna ensuite l'université de Floride où il fut professeur-chercheur en physique et chimie de 1966 à 1976.
En 1929, il donna une méthode pertinente à l'expression des fonctions d'ondes antisymétriques pour les fermions sous forme de déterminants. Ces fonctions sont connues sous le nom de déterminants de Slater. John Slater se fit à nouveau remarquer en introduisant en 1930 des fonctions exponentielles pour décrire des orbitales atomiques. Ces fonctions sont maintenant connues sous le nom d'orbitales de type Slater. Il formula des règles pour l'assignation des valeurs aux exponentielles dans ces fonctions, qu'il présentait comme des charges nucléaires partiellement écrantées par des électrons.
John Slater peut être crédité du fait d'avoir encouragé Richard P. Feynman à terminer ses études ailleurs qu'au MIT, ce qui conduira celui-ci à l'université de Princeton où il obtiendra son doctorat.
Un des étudiants en thèse de John Slater, William Shockley, obtint le prix Nobel de physique pour son travail en physique du solide.
Les papiers de John Slater furent légués à l'American Philosophical Society par sa veuve, Rose Mooney Slater, en 1980 et 1982. En août 2003, Alfred Switendick fit don d'une collection de rapports trimestriels du Solid State and Molecular Theory Group du MIT, datant de 1951 à 1970.

## Publications
- (en) J. C. Slater, Modern Physics, New York, McGraw-Hill, 1955
- (en) J. C. Slater et N. H. Frank, Electromagnetism, New York, Dover, 1969
- (en) J. C. Slater, Introduction to Chemical Physics, New York, Dover
- (en) J. C. Slater et N. H. Frank, Introduction to Theoretical Physics, New York, McGraw-Hill, 1933
- (en) J. C. Slater et N. H. Frank, Mechanics, New York, McGraw-Hill, 1947
- (en) J. C. Slater, Microwave Transmission, New York, Dover
- (en) J. C. Slater, Quantum Theory of Atomic Structure, New York, McGraw-Hill, 1960
- (en) J. C. Slater, Quantum Theory of Matter, New York, McGraw-Hill, 1968, 2e éd.
- (en) J. C. Slater, Quantum Theory of Molecules and Solids, vol. 1 : Electronic Structure of Molecules, New York, McGraw-Hill, 1963-74
- (en) J. C. Slater, Quantum Theory of Molecules and Solids, vol. 2 : Symmetry and Energy Bands in Crystals, New York, McGraw-Hill, 1963-74
- (en) J. C. Slater, Quantum Theory of Molecules and Solids, vol. 3 : Insulators, Semiconductors, and Metals, New York, McGraw-Hill, 1963-74
- (en) J. C. Slater, Quantum Theory of Molecules and Solids, vol. 4 : The Self-Consistent Field for Molecules and Solids, New York, McGraw-Hill, 1963-74
- (en) J. C. Slater, Solid-State and Molecular Theory : A Scientific Biography, New York, Wiley, 1975